# Johann Kaspar Eller
Johann Kaspar Eller (* 1727 in Elberfeld (heute Stadtteil von Wuppertal); † 17. April 1796 ebenda) war Bürgermeister in Elberfeld.
Eller wurde als Sohn des Kaufmanns Johannes Eller (1691–1765) und dessen Frau Sara Ida Schüll (1697–1747) geboren und am 23. Januar 1727 getauft. Er selbst heiratete am 10. Oktober 1747 in Ronsdorf die aus Düsseldorf stammende Maria Katharina Hoffstadt (1730–1809), mit der er zwei Kinder hatte, darunter den Bürgermeister des Jahres 1780 Johannes Eller (1749–1814). Er gehörte gemeinsam mit seiner Frau, genau wie seine Eltern und seine Großeltern, eine Zeit lang den Zioniten in Ronsdorf an, wo sie während dieser Zeit wohnten. Der Bruder seines Vaters, Elias Eller (1690–1750), hatte diese Sekte gegründet.
Eller selbst begann wie sein Vater ebenfalls als Kaufmann auf der Vikarie in Elberfeld und kam 1761 erstmals in den Rat der Stadt Elberfeld, dem er bis 1762 angehörte. Im Jahr 1763 wurde er zum Bürgermeister gewählt und im Jahr darauf war er Stadtrichter. Danach war er von 1765 bis 1768 erneut Ratsmitglied und anschließend ab dem 30. August 1768 Schöffe am Stadtgericht.